# Nicollschwitz
Nicollschwitz ist ein Ortsteil der Stadt Leisnig im Landkreis Mittelsachsen. 1946 hatte der Ort 115 Einwohner. Am 1. Juli 1950 wurde er nach Bockelwitz eingemeindet, 2012 ging er mit diesem nach Leisnig.

## Geschichte
Das Dorf Nicollschwitz ist sorbischen Ursprungs, erkennbar an der Tatsache, dass es noch 1403 Wachkorn ins Vorwerk Tragnitz liefern musste, eine Abgabe, die wohl alle Dörfer zu liefern hatten, die vor der Bildung des Burgwards Leisnig entstanden waren.
1284 übertrugen die Herren von Colditz/Wolkenburg dem Kloster Buch drei talenta in Nicraswiz, aufgelassen und verkauft von Otto dem Jüngeren von Zeschwitz. 1286 übertrugen sie weitere 25 Schillinge, die Siegfried Kaufmann, Bürger in Grimma, aufgelassen hatte. 1306 wurde das Dorf Nycraswitz an die Kirche zu Bockelwitz gewiesen. 1324 übertrugen die Burggrafen von Leisnig zwei talenta in Nykraswitz an das Kloster Buch, aufgelassen und verkauft von Conrad von Altendorf. 1334 bestätigte Bgf. Albero von Leisnig, dass Johannes de Cythow drei Hufen in Nicraswitz gegen zwei Hufen in Ablass getauscht hat, die er dem Kloster übertrug.
1378 hatte Nycraswicz jährlich 28 Scheffel Korn und dasselbe in Hafer, dazu ein Küchenrind zusammen mit Hetzdorf, an das castrum Leisnig zu liefern.
1548 nennt das Amtserbbuch von Kloster Buch zu Nigkelschwitz „4 besessene Mann, alles Pferdner, die sind alle dem Kloster Buch lehen- und zinsbar“ mit 14 Hufen. Das Obergericht gehörte ins Amt Leisnig, das Erbgericht ins Amt Klosterbuch. „Das Kloster hat hier einen Dingstuhl für die Erbgerichte, dazu gehören die Dörfer Bockelwitz, Großpelsen, Kleinpelsen, Nauenhof,... Darein gehören aber keine offenen Schäden und Blutrünste, die fließen.“